# 1996 في سوريا
فيما يلي قوائم الأحداث التي وقعت خلال عام 1996 في سوريا.

## برامج ومسلسلات وأنمي
- القيد

## مواليد

### يناير
- 1 يناير – محمود دهود لاعب كرة قدم ألماني.

## وفيات

### يناير
- 1 يناير – أكرم الحوراني (مواليد 1912) سياسي سوري.
- 1 يناير – سامي الجندي (مواليد 1921) طبيب سوري.

### أغسطس
- 27 أغسطس – عليا رونا (مواليد 1921) ممثلة تركية.